# 4187 Shulnazaria
4187 Shulnazaria је астероид главног астероидног појаса чија средња удаљеност од Сунца износи 3,046 астрономских јединица (АЈ).
Апсолутна магнитуда астероида је 12,6.